# Myotis dinellii
Myotis dinellii — вид рукокрилих ссавців з родини лиликових. Валідність таксону скасована згідно з дослідженням 2025 року.

## Таксономічна примітка
Таксон відокремлено від levis.

## Поширення
Країни проживання: Болівія, Аргентина, Чилі.

## Спосіб життя
Це повітряна комахоїдна тварина. Він був знайдений у всіх видах лежбищ, у тому числі в штучних спорудах.